# Angler (Rind)
Das Angler, auch als Deutsches Rotvieh bezeichnet, ist eine Rasse des Hausrindes. Angler haben ein einfarbig dunkelrotes bis sattbraunes Fell.
Die Angler Rasse entstand in Angeln, einer Kulturlandschaft zwischen Schlei und Flensburger Förde. In die ursprüngliche Angler Rasse wurden im frühen 20. Jahrhundert Bullen der Rasse Rotes Dänisches Milchrind, später auch Schwedisches Rotvieh und Red Holstein eingekreuzt. Ende des 20. Jahrhunderts entstand so der moderne Typ der Rasse Angler.
Moderne Angler sind auf eine hohe Milchleistung gezüchtet und weisen wegen der Einkreuzungen teilweise eine rot-weiße Farbzeichnung auf. Im Jahre 2013 erreichten Kühe der Rasse in Schleswig-Holstein eine Milchleistung von 8110 kg Milch, 4,72 % Fett und 3,61 % Eiweiß. Wegen eines hohen Anteils an Kappa-Kasein und dem insgesamt hohen Eiweißgehalt eignet sich die Milch der Angler besonders für die Käseproduktion.
Um das ursprüngliche Erbgut der Angler Rinder zu erhalten, wurde das Rotvieh alter Angler Zuchtrichtung definiert und wird heute als eigenständige Rasse geführt. Als Alte Angler gelten alle Individuen mit einem Fremdgenanteil von unter 12,5 Prozent.